# Frătești (okręg Giurgiu)
Frătești – wieś w Rumunii, w okręgu Giurgiu, w gminie Frătești. W 2011 roku liczyła 2549 mieszkańców.